# Lidia Ruiz Salmón
Lidia Ruiz Salmón (Torrelavega, Cantabria, 15 de mayo de 1971) es una política española del Partido Socialista de Cantabria-PSOE. Fue alcaldesa de Torrelavega desde  el 15 de enero de 2014 hasta el 13 de junio de 2015.

## Biografía
Nació en Torrelavega en 1971 y es la mayor de cuatro hermanas. Estudió Derecho en la Universidad de Cantabria pero no llegó a terminar la carrera y su trayectoria profesional se ha desarrollado en la gestión laboral en asesorías y en una empresa de seguros. Es hija del exconcejal socialista y exsecretario general de UGT en la ciudad, José Luis Ruiz Allende.
Tiene una larga trayectoria política. Comienza afiliándose a UGT para después entrar en el PSOE en 1988. En  1991, con sólo 20 años fue secretaria general de Juventudes Socialistas de Cantabria y miembro de la Ejecutiva Regional del partido. En 1999, accede a la corporación de Torrelavega como concejala del grupo municipal socialista en la oposición. En 2003, el PSC-PSOE recupera el poder con Blanca Rosa Gómez Morante de nuevo al frente del Ayuntamiento y se hace cargo de la concejalía de Igualdad. En 2007, asume también las competencias de Servicios Sociales.
Tras las elecciones municipales de 2011 y con la victoria de Ildefonso Calderón, primer alcalde popular de la democracia que gobierna en minoría gracias a la abstención del PRC, es reelegida concejala pasando a la oposición. En 2012, se convierte en la secretaria general del PSOE en Torrelavega, por abrumadora mayoría con el apoyo de la exalcaldesa Blanca Rosa Gómez Morante.
En octubre de 2013, tras un convulso pleno en el Ayuntamiento para apoyar a los trabajadores de Sniace, Konecta-Golden Line y la Plataforma de Afectados por las Hipotecas, el PRC propone al PSC-PSOE presentar una moción de censura contra el alcalde Ildefonso Calderón, justificándolo en la falta de respuesta del PP a la situación de emergencia social, laboral e industrial de la ciudad. Tras haber votado en contra de la propuesta en un primer momento, el Cómite Local de los socialistas la acepta finalmente, eligiendo a Ruiz Salmón como candidata a la Alcaldía lo que provoca la dimisión del Cómite de Gómez Morante y otros destacados dirigentes en contra de esta decisión, que consideran impuesta por la dirección regional del partido. Tras la dimisión de otro concejal contrario a la moción, José Manuel Cruz Viadero, la renuncia de los siguientes en la lista electoral y su sustitución por José Luis Urraca se registró esta el 2 de enero de 2014. 
El 15 de enero de 2014, la moción de censura fue aprobada por mayoría absoluta de PSC-PSOE y PRC y Lidia Ruiz Salmón se convierte en la alcaldesa de Torrelavega, la segunda mujer que ocupbaa este cargo en la historia de la ciudad.
El 19 de octubre de 2014 se celebran las primarias para elegir al cabeza de lista socialista a la Alcaldía para las elecciones municipales de mayo de 2015 y es derrotada por José Manuel Cruz Viadero, concejal que dimitió en noviembre de 2013 por estar en contra de la moción de censura, por un margen de 23 votos, (127-104) con la participación del 80,14 % de los militantes de la agrupación. Tras conocerse el resultado, Ruiz Salmón anunció que seguiría al frente de la agrupación socialista hasta la celebración del congreso local. 
Continuó como alcaldesa hasta el 13 de junio de 2015 cediendo el bastón de mando a su compañero de partido, José Manuel Cruz Viadero.